# Ushas
Ushas (Usas) är gryningens (morgonrodnadens) gudinna i indisk mytologi. Dotter till Dyaus. Ushas, som framträder som en vacker kvinna, förknippades med rikedom och livets goda sidor, men också med åldrandet och förgängelsen.
Konceptionen av denna gudinna torde få förläggas till indoeuropeisk tid, som verkar framgå därav, att ett med Ushas identiskt namn på liknande gudinneföreställningar förekommer hos flera indoeuropeiska folkfamiljer: Eos hos grekerna, Aurora hos romarna, Ēastre i fornengelsk hedendom (varifrån högtiden Easter, alltså påsk, härstammar) Auszrà hos litauerna (av en verbalbas aus-, "lysa"). Dessa namn återgår alla på ett grundord ausos.
I Rigveda är ett antal av 21 i poetiskt hänseende bland de skönaste hymner ägnat Ushas. Hon föreställs som en skön kvinna, himmelens dotter och nattens syster, samt som maka till solguden (Surya). Förekommer även i pluralis ("Morgonrodnaderna") eller i parförbindelse med natten, som verkar vara ett uttryck för tanken om den ständiga växlingen i natt och dag, som förrinner och bringar människornas släkter att åldras och dö, medan morgonrodnaden dagligen strålar fram lika ny och skön över nya släkter med löften om kommande dagars lycka. Ushas anropas om lycka och rikedom, sätts som lyckogudinna i förbindelse, utom med Surya, med andra solgudar, med Atjvinerna, Varuna, Indra och Agni.